# Les Morsures de l'aube
Pour plus de détails, voir Fiche technique et Distribution.
Les Morsures de l'aube est un film français d'Antoine de Caunes sorti dans les salles françaises le 21 mars 2001.
C'est l'adaptation du roman noir du même nom de Tonino Benacquista, publié en 1992.

## Synopsis
Antoine, noctambule trentenaire, écume les bars et boîtes de nuit de Paris, entrant grâce à son bagou dans les lieux les plus prisés de la capitale. Il réussit un soir à entrer dans une réception privée en citant le nom de Jordan, dont il a entendu parler un peu plus tôt. Mais l'hôte de la soirée, un diplomate de l'ONU nommé von Bülow, offre alors à Antoine la somme d'un million si celui-ci réussit à retrouver la trace de l'insaisissable Jordan. Avec l'aide de son ami Étienne, dans sa quête de Jordan, Antoine commence à recueillir des indices et finit par rencontrer la sœur de celui-ci, l'envoûtante Violaine, avec qui il termine la soirée. Mais c'est le début des ennuis pour Antoine qui est drogué par Violaine et se retrouve errant en sang dans Paris au petit matin, comme victime d'une attaque de vampire. Il est de plus mis sous pression par von Bülow qui, sous la menace, l'oblige à des résultats rapides ; il doit prendre de plus en plus de risques, plongeant dans les milieux les plus glauques du Paris nocturne, dans son enquête concernant ce couple mystérieux.

## Fiche technique
- Titre original : Les Morsures de l'aube
- Réalisation : Antoine de Caunes
- Assistante réalisatrice : Delphine Bonnemason
- Scénario : Laurent Chalumeau, d'après le roman de Tonino Benacquista
- Décors : François Emmanuelli
- Costumes : Bernadette Strassman
- Photographie : Pierre Aïm
- Son : Dominique Levert
- Montage : Joële van Effenterre
- Casting : Frédérique Moidon
- Production : Patrick Godeau, Richard Grandpierre
- Directeur de production : Eric Hubert
- Sociétés de production : Studiocanal, France 2 Cinéma, Alicéléo, Cofimage 12, Eskwad, Gimages 3, Studio Images 7
- Société de distribution : BAC Films
- Budget : 7 120 000 €[1]
- Pays :  France
- Langue originale : français
- Genre : Horreur, thriller et fantastique
- Durée : 95 minutes
- Format : couleur - 35 mm - 2,35:1 - Dolby Digital
- Dates de sortie :
  -  France : 21 mars 2001
  -  Suisse romande : 21 mars 2001
  -  Belgique : 18 avril 2001
  -  Canada : 25 octobre 2002 (au Québec)
- Film interdit aux moins de 12 ans lors de sa sortie en salles en France

## Distribution
- Guillaume Canet : Antoine
- Asia Argento : Violaine Charlier
- Gérard Lanvin : Etienne
- Gilbert Melki : Dogman
- José Garcia : Caniveau
- Jean-Marie Winling : Von Bülow
- Vincent Perez : Un jeune comédien
- Orazio Massaro : Jordan Charlier
- Saïd Amadis : Patron du Custom-Bar
- James Arch : Raoul
- Frédéric Pellegeay : Gérard
- Corinne Debonnière : Dogwoman
- Francis Leplay : Un photographe
- Zazie Delem : Christelle
- Emil Abossolo-Mbo: Baptiste
- Warren Zavatta : Un garde du corps
- Patrick Mercado : Jean-Marc
- Fabio Zenoni : Un saxophoniste
- Margot Abascal : Brigitte
- Cylia Malki : Myriam
- Camille Dalmais et Jo Prestia : Chanteuses au Gilda club

## Réception
En France, le film a réalisé 425 026 entrées.

## Autour du film
Le film a été tourné notamment à Paris et au Château de Champlâtreux